# Erdnatter
Die Erdnatter (Pantherophis obsoletus), auch Bergnatter oder Pilotnatter genannt, ist eine Schlangenart aus der Gattung der Amerikanischen Kletternattern (Pantherophis): Sie ist in Nordamerika beheimatet und nicht giftig.

## Beschreibung
Die Erdnatter ist eine sehr unterschiedlich gefärbte Schlangenart. Das Erscheinungsbild reicht von schwarz über dunkle Brauntöne über rot bis zu fast gelben Schlangen. Meistens ist dabei die Oberseite der Natter dunkler gefärbt als der Bauch, oft findet man auch dunklere Längsstreifen, die sich über den ganzen Körper ziehen. Diese schlanke Schlangenart wird im Durchschnitt 160 bis 180 cm lang, die größten Exemplare können 250 cm messen. Der Kopf setzt sich kaum vom Körper ab, die Pupillen sind rundlich.

## Lebensraum
Die Erdnatter kommt im Süden und Osten der USA und Ostkanada vor, in Mexiko leben vereinzelte Populationen. Die Verbreitungsgebiete ihrer Unterarten unterscheiden sich, Überschneidungszonen von 500 km Breite kommen vor, was die Unterscheidung von Unterarten erschwert. Ihr Lebensraum ist recht vielfältig, sie besiedelt Wälder (bevorzugt Mischwäldern im Alter von 50–70 Jahren), Sümpfe und Wiesen.
In den kalten Monaten hält die Erdnatter eine drei bis fünf Monate andauernde Winterruhe ein.

## Verhalten

### Ernährung
Die Erdnatter ernährt sich carnivor. Sie frisst kleine Nagetiere, Eidechsen und Vögel. Die Beute wird durch Umschlingen und Erwürgen getötet, anschließend mit dem Kopf voran verschlungen.

### Schlagverhalten
Das Schlagverhalten ist vehement, mit hoher Beschleunigung und Geschwindigkeit, in jedem Alter.
Vor dem offensiven oder defensiven Zuschlagen können sich Schlangen unterschiedlich verhalten, obgleich beide Vorgänge dem Beobachter gleich vorkommen können. Vor einem Verteidigungsschlag erfolgt in der Regel eine Drohung durch Schütteln der Schwanzspitze. Dagegen nähert sich die Schlange nur zur Beuteergreifung behutsam.

### Fortpflanzung
Die Geschlechtsreife erreichen Erdnattern nach 18 bis 24 Monaten. Die Paarung wird nach der Winterruhe im Frühjahr vollzogen. Die Tragzeit beträgt ca. 40 bis 60 Tage, wobei nach dem Ende dieser Zeit meist um die zehn bis zwanzig Eier gelegt werden. Die Eiablage erfolgt in einer Mulde im feuchten Boden. Nach der Ablage wird die Mulde vom Weibchen sorgsam geschlossen. Je nach Bruttemperatur schlüpfen die Jungschlangen nach 60 bis 90 Tagen, die eine Länge von 25 bis 35 cm aufweisen. Der Schlupf einer Schlange kann sich über ein bis drei Tage hinziehen. Das aufgebrochene Ei dient ihnen in dieser Zeit als Schutz und als Feuchtigkeitsspender, der Dottersack als Nahrung.

## Mikroflora
Im Blut von 80 % untersuchter Erdnattern wurden Enterobakterien nachgewiesen, am häufigsten Morganella morganii, Citrobacter freundii und Proteus vulgaris. Es wird angenommen, dass sie für die Nattern nicht krankheitserregend sind, denn sie bilden einen Teil der normalen Darmflora vieler Tiere.

## Unterarten
Die beiden Unterarten P. o. deckerti und P. o williamsi wurden nicht von allen Autoren anerkannt, weswegen stellenweise nur von fünf Unterarten gesprochen wurde. Der ehemals aus sieben Unterarten bestehende Pantherophis obsoletus-Komplex wurde 2000 und 2001 von Burbrink, Lawson und Slowinski einer näheren genetischen Analyse unterzogen. Die mtDNA-Analysen wiesen eindeutig darauf hin, dass sich die Unterarten in drei große Gruppen einordnen ließen. Es existieren drei Erdnatter-Arten ohne Unterarten:
- Pantherophis alleghaniensis (ehemals P. o. deckerti, P. o. rossaleni und P. o. quadrivittata)
- Pantherophis spiloides (ehemals P. o. spiloides, P. o. williamsi und P. o. lindheimeri östlich des Mississippi)
- Pantherophis obsoletus (ehemals P. o. obsoletus und P. o. lindheimeri westlich des Mississippi)

In den beiden letzten Gruppen finden sich Exemplare von P. o. lindheimeri, was zu einer Aufteilung dieser Unterart führte. Das Verbreitungsgebiet von P. o. lindheimeri wird durch den Mississippi geteilt, so dass es keinen Genaustausch zwischen den westlich lebenden und den östlichen Tieren geben konnte. Auch die genetischen Untersuchungen bestätigten dies und so wurden die westlichen Exemplare P. obsoletus zugeordnet und die östlichen P. spiloides. Für die Terrarienhaltung bedeutet dies leider, dass alle derzeit erhältlichen lindheimeri (u. a. die beliebten Leuzisten) potenzielle Arthybriden sind solange sie keinen nachweislichen Stammbaum haben der den Fundort der Ausgangstiere und aller in der Linie beteiligten Tiere klärt.
Die Erdnatter wird in der Roten Liste der IUCN als nicht gefährdet (Least Concern) eingestuft.